# Palawani szarvascsőrű
A palawani szarvascsőrű (Anthracoceros marchei) a madarak osztályába, a szarvascsőrűmadár-alakúak (Bucerotiformes) rendjébe és a szarvascsőrűmadár-félék (Bucerotidae) családjába tartozó faj.

## Rendszerezése
A fajt Émile Oustalet francia zoológus írta le 1885-ben.

## Előfordulása
A Fülöp-szigetek területén honos. Elsősorban Palawan szigetén honos, de előfordul néhány környező kisebb szigeten, így Balabac, Busuanga, Calauit, Culion és Coron szigetén is. Természetes élőhelyei a szubtrópusi és trópusi síkvidéki esőerdők és mangroveerdők, valamint szántóföldek. Állandó, nem vonuló faj.

## Megjelenése
Testhossza 50 centiméter, testtömege 580-920 gramm. Tollazata túlnyomórészt fekete, farka fehér. Csőre krém színű, melyen egy nagy szarv található, mivel ez jellemző a szarvascsőrű madarak családjára.
|  |

## Életmódja
Tápláléka rovarokból és kisebb hüllőkből áll.

## Természetvédelmi helyzete
Az elterjedési területe elég nagy, de csökken, egyedszáma 20000-49999 példány közötti és csökken. A Természetvédelmi Világszövetség Vörös listáján sebezhető fajként szerepel.

## Fordítás
- Ez a szócikk részben vagy egészben  a   Palawan Hornbill című angol Wikipédia-szócikk fordításán alapul.  Az eredeti cikk szerkesztőit annak laptörténete sorolja fel. Ez a jelzés csupán a megfogalmazás eredetét és a szerzői jogokat jelzi, nem szolgál a cikkben szereplő információk forrásmegjelöléseként.